# George Bures Miller
George Bures Miller (* 1960 in Vegreville in der Provinz Alberta) ist ein kanadischer Klang- und Installationskünstler und Filmemacher.

## Leben und Werk
Miller arbeitet seit 1983 mit seiner Ehefrau Janet Cardiff zusammen, aber auch allein. Cardiff und Miller leben und arbeiten in Grindrod, British Columbia, Kanada.
2001 stellten sie im MoMA PS1 in New York aus und repräsentierten Kanada auf der Biennale di Venezia. Im Jahre 2009 zeigte das Paar Cardiff/Miller im Hamburger Bahnhof – Museum für Gegenwart eine 30-minütige Klanginstallation unter dem Titel The Murder of Crows. 2012 waren sie Teilnehmer der dOCUMENTA (13).

## Einzelausstellungen (Auswahl)
- 2010 Ghostmachine: A Videowalk by Janet Cardiff & George Bures Miller, Hebbel am Ufer, Berlin
- 2012 Janet Cardiff & George Bures Miller – Works from the Goetz Collection, Haus der Kunst, München
- 2014–2015 Janet Cardiff & George Bures Miller: Something Strange This Way, ARoS Aarhus Kunstmuseum, Aarhus
- 2014–2015 Janet Cardiff & George Bures Miller: The Marionette Maker, Museo Reina Sofía, Madrid
- 2018 Janet Cardiff & George Bures Miller, 21st Century Museum of Contemporary Art, Kanazawa, Japan

## Auszeichnungen
- 2020: Wilhelm-Lehmbruck-Preis der Stadt Duisburg und des Landschaftsverbandes Rheinland gemeinsam mit Janet Cardiff[4]